# Edward Moxon
Edward Moxon (ur. 12 grudnia 1801, Wakefield 3 czerwca 1858, Londyn) – angielski wydawca i poeta.
Moxon publikował między innymi dzieła William Wordswortha, Percy'ego Bysshe Shelleya i Roberta Browninga (Sordello, 1840). Z powodu wydania Queen Mab Shelleya Moxon został oskarżony o obrazę uczuć religijnych (bluźnierstwo).
Moxon był również poetą. Jeden z wierszy poświęcił Samuelowi Taylorowi Coleridge'owi (sonet Coleridge: 1834).
Po śmierci Moxona jego firmą kierował Frederick Evans. W 1865 roku oficyna wydała dramat poetycki Atalanta in Calydon (Atalanta w Kalidonie) Algernona Charlesa Swinburne'a.